# Taikan Jyoji

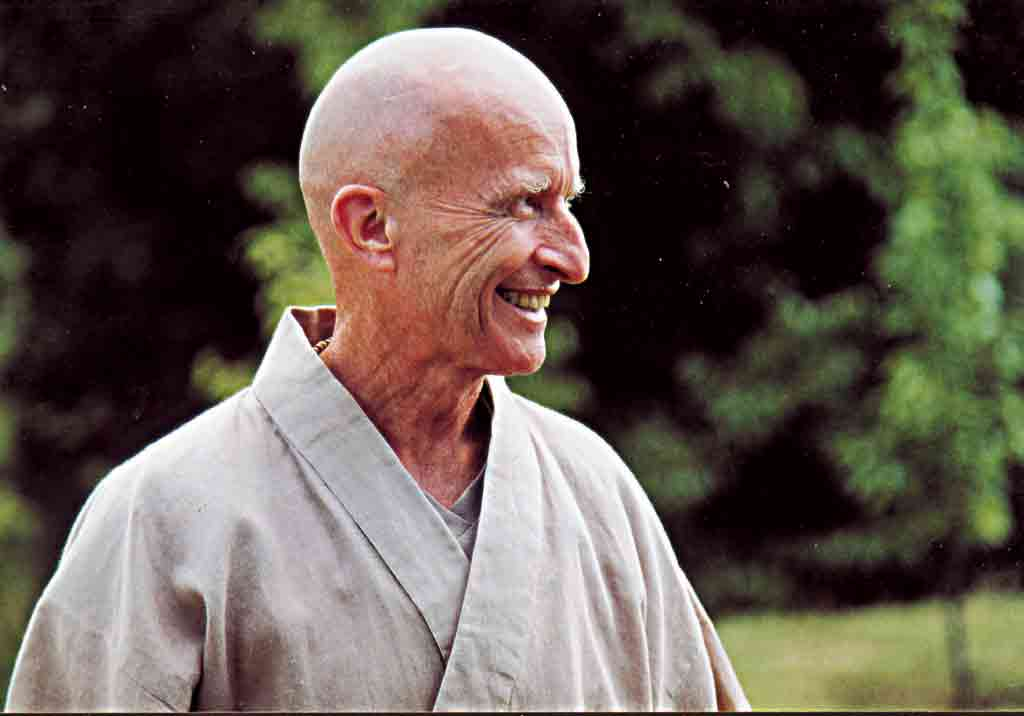
Taikan Jyoji (2007)

Taikan Jyoji (eigentlich Georges Frey; * 1941 in Frankreich) ist ein französischer Zen-Meister.
Er leitet das Centre de la Falaise Verte in Saint-Laurent-du-Pape (Département Ardèche), ein Zentrum der Rinzai-Zen-Tradition.
Er ging 1964 als Journalist das erste Mal nach Japan. 1968 kehrte er dorthin zurück und suchte in der Zen-Praxis eine Antwort auf seine Fragen. Seine Suche hat er in einem Tagebuch festgehalten, und als Buch
„Tagebuch eines Zen-Meisters, der aus dem Westen kam“ veröffentlicht.
Seit seiner offiziellen Ernennung durch Yamada Mumon Rôshi im Jahre 1976 ist er Repräsentant der Zen-Rinzai-Schule in Europa.
Als er 1974 aus Japan nach Frankreich zurückkehrte, eröffnete er sein eigenes Zentrum der Rinzai-Zen-Tradition.
Zitat aus „Tagebuch eines Zen-Meisters, der aus dem Westen kam“:
„Das Herz der Zen-Praxis ist das Erwachen, die tiefe Erfahrung der eigenen Person.“
Im März 2017 erhält Taïkan von der japanischen Regierung den Preis der französisch-japanischen Freundschaft für seinen Beitrag zur Verbreitung der japanischen Kultur.

## Veröffentlichungen

### Deutsch
- Tagebuch eines Zen-Meisters, der aus dem Westen kam. Benziger Verlag, Zürich 1997,  ISBN 3-545-20136-8

### Französisch
- La source du vide, Éditions Le Courrier du Livre, Paris, 1989
- Zen et zazen, Éditions Le Courrier du Livre, Paris, 1991
- Au coeur du Zen, Éditions Le Courrier du Livre, Paris, 1996
- Exhortations zen, Éditions Le Courrier du Livre, Paris, 1996
- Itinéraire d'un maître zen venu d'Occident, Éditions Almora, Paris, réédité 2008
- L'art du kôan zen, Éditions Albin Michel Spiritualité, Paris, 2001
- Zen au fil des jours, Éditions Le Courrier du Livre, Paris, 2006
- Un jour – une vie (Tome 1), Éditions Almora, Paris, 2011
- Un jour – une vie (Tome 2), Éditions Almora, Paris, 2012
- Un jour – une vie (Tome 3), Éditions Almora, Paris, 2015
- Correspondence d'un maître Zen, Éditions Almora, Paris, 2014
- Kyudo, tir à l'arc zen, Éditions Le Courrier du Livre, Paris, 2014
- Les Saveurs du Zen, (Cookbook in collaboration with Françoise Dye), Éditions Almora, Paris, 2009